# Vernon Coleman
Vernon Coleman (1946) é doutorado em Biologia e um médico especialista em clínica geral inglês. Cresceu na cidade de Walsall, em West Midlands, onde frequentou o Queen Mary's Grammar School. É vegetariano.
Desenvolveu o primeiro software médico para PC e colabora com alguns dos media ingleses de maior destaque, como The Sun e The People.
Assim como escreveu mais de cem livros, incluindo obras de não-ficção sobre a saúde humana, política e questões animais, publicados em mais de 30 países e que contam com mais de 2 milhões de exemplares vendidos só no Reino Unido.
Nomeadamente escreveu o polémico livro «Como Impedir o Seu Médico de o Matar».